# 14317 Antonov
A 14317 Antonov (ideiglenes jelöléssel 1978 PC3) a Naprendszer kisbolygóövében található aszteroida. Nyikolaj Sztyepanovics Csernih fedezte fel 1978. augusztus 8-án.
Nevét Oleg Antonov (1906 – 1984) szovjet mérnök, repülőgép-tervező után kapta.